# Bonduel (Wisconsin)
Pour les articles homonymes, voir Bonduel.
Bonduel est un village du comté de Shawano, dans l'État du Wisconsin, aux États-Unis. En 2020, il comptait une population de 1 417 habitants.